# Інтра

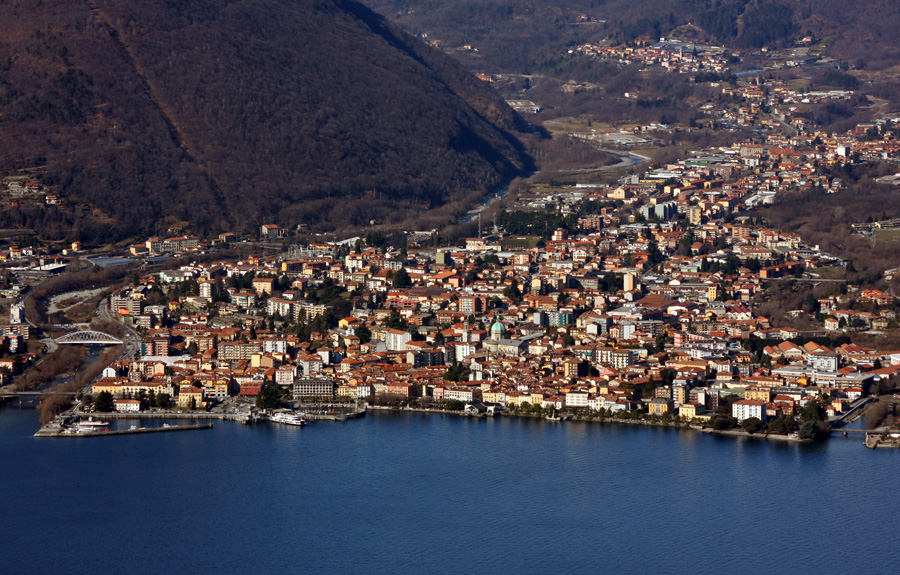
Панорама Інтри

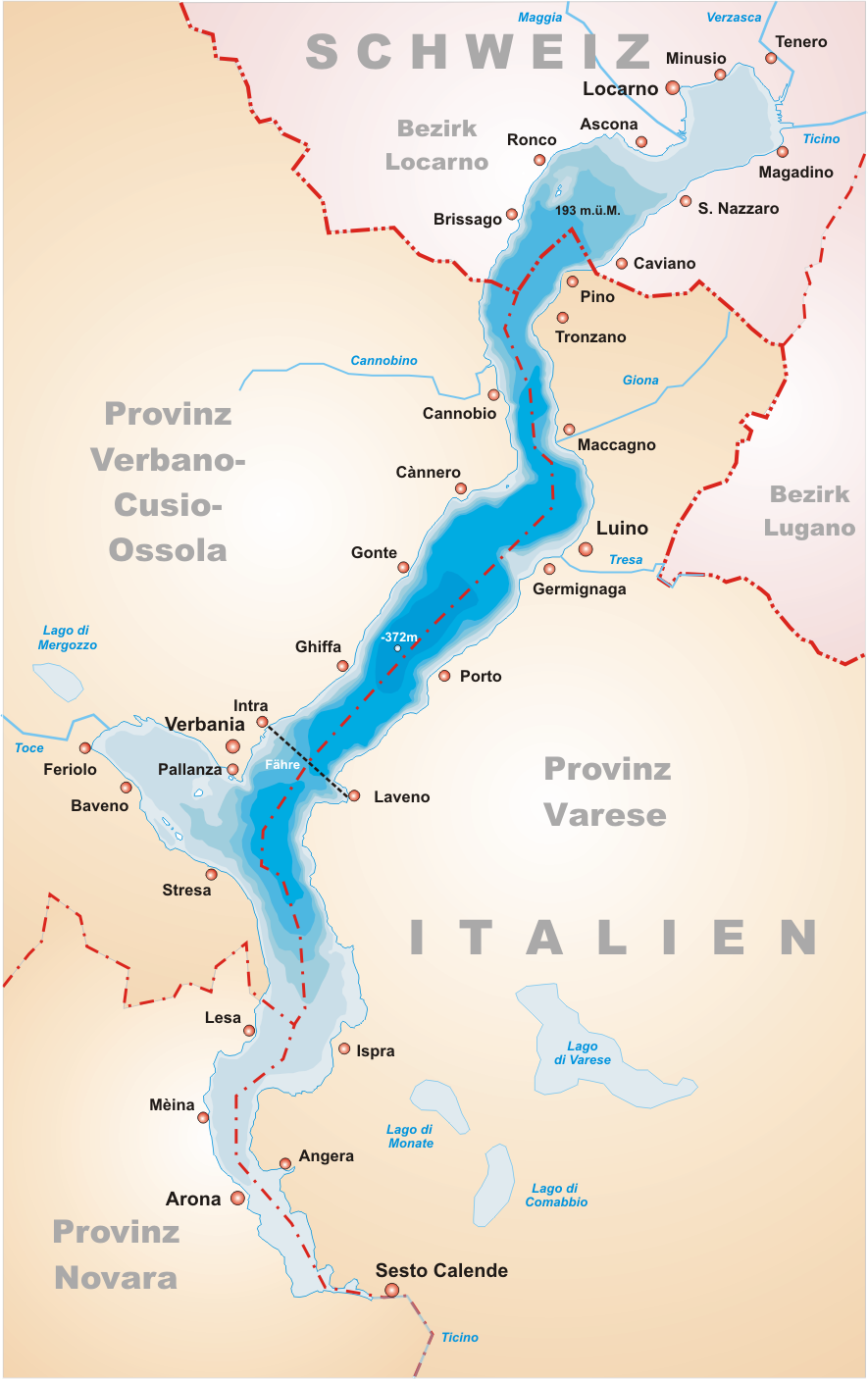
озеро Маджоре

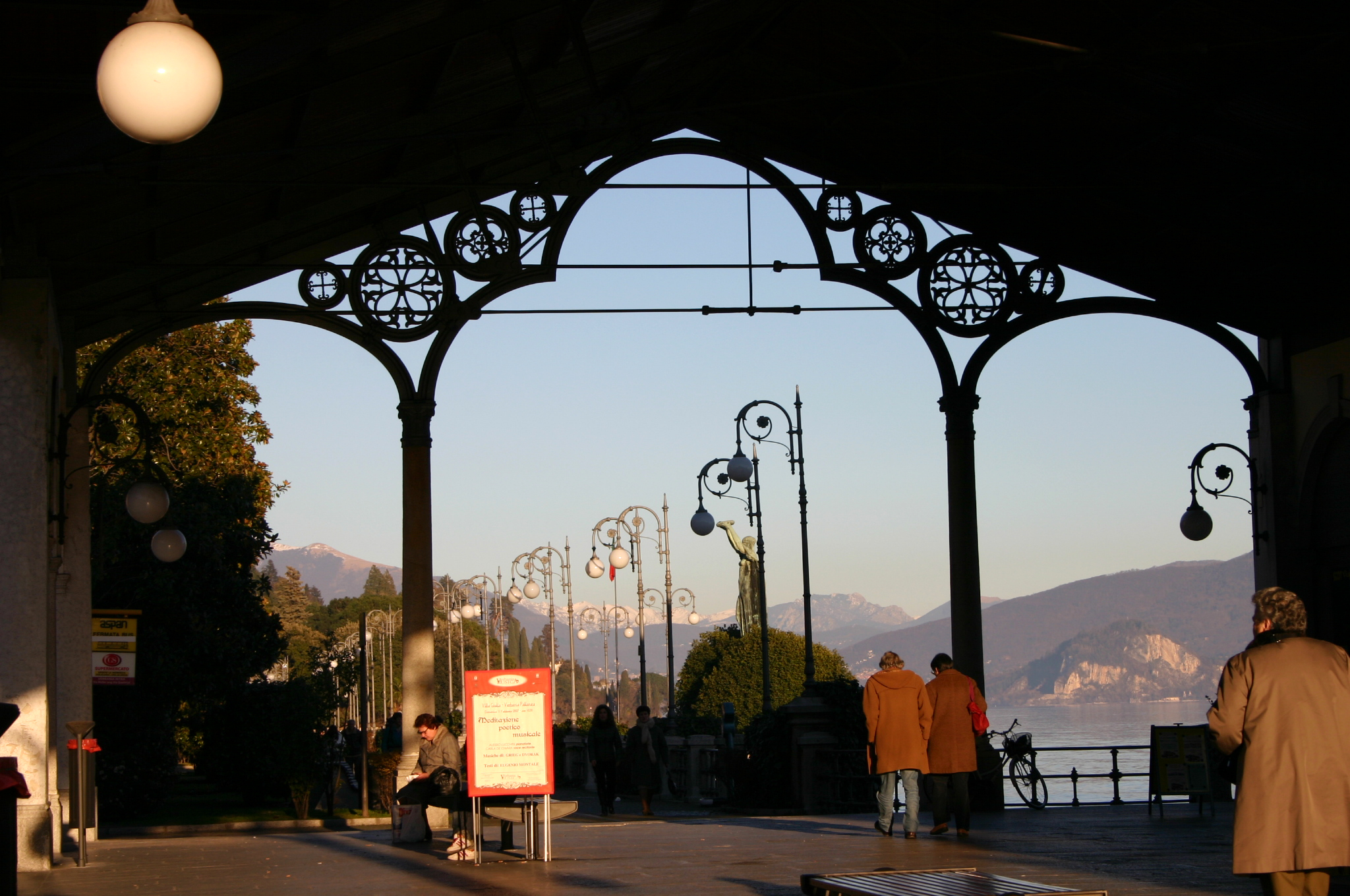
Старе імбаркадеро

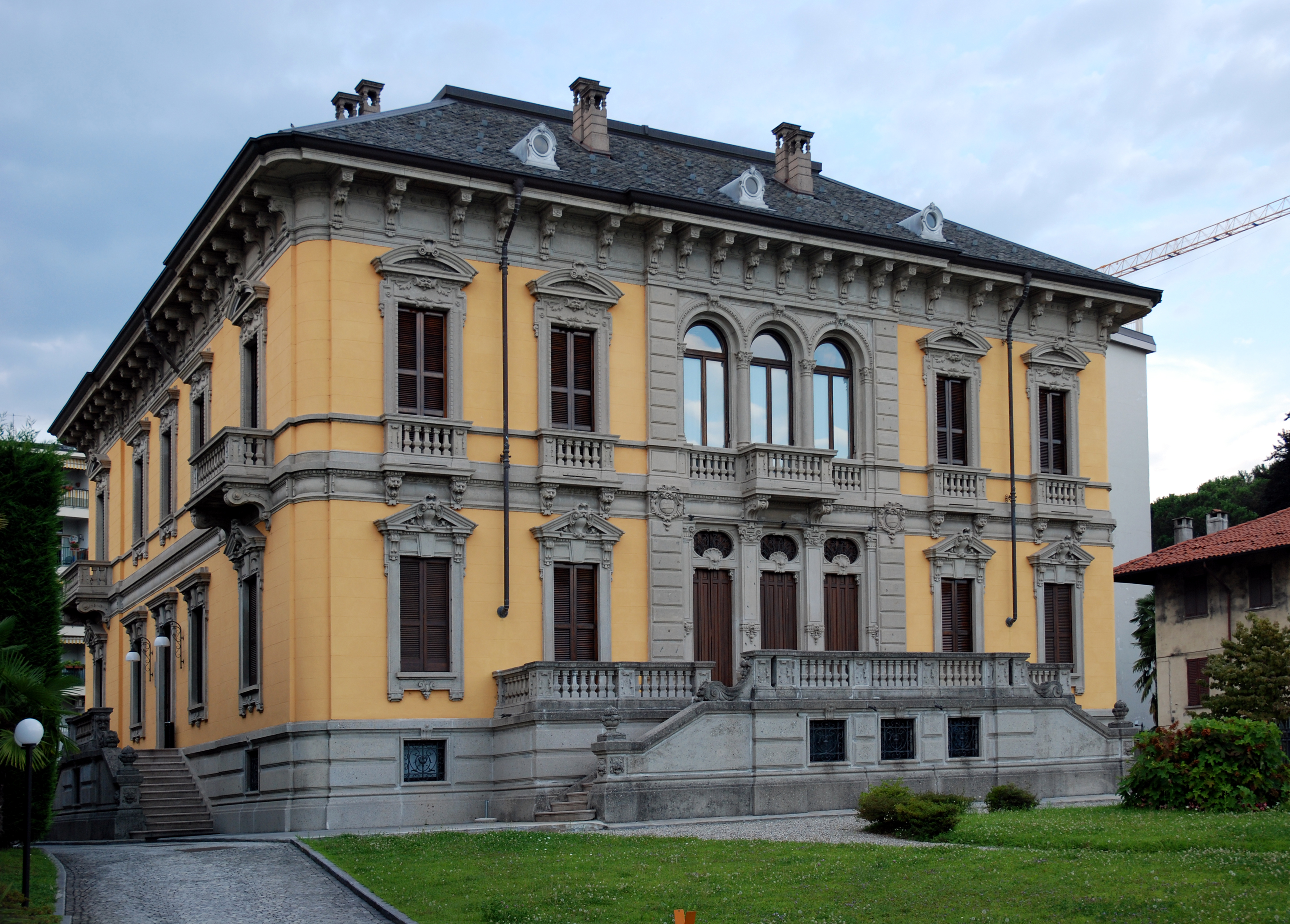
Вілла Карамора, Інтра

Інтра (з іт. Intra - "розташована між; проміжна") - це фрацьйоне (частина) комуни Вербанії, знаходиться в провінції ВКО, регіон П'ємонт, Північна Італія. Дві річки (Сан Бернардіно і Сан Джованні) відділяють її з обох боків від інших частин Вербанії.
До 1939 року Інтра була самостійною комуною; в 1927 році Тробазо і Зоверало були приєднані до Інтри, а в 1929 році - Ункіо. Декретом № 702 від 4 квітня 1939 р. Інтра і Палланца були об'єднані під назвою Вербанія.
На сьогодні Інтра є центральною частиною Вербанії і важливою місцевістю озера Маджоре. Вона має добре транспортне получення (автобуси міські і міжміські, пороми). Завдяки своєму привілейованому становищу Інтра гостинно приймає багатьох туристів/ .

## Історія
Тут проживали лепонці (або лепонті, лепонтійці), потім римляни. В період Середньовіччя місто належало графам з Біандрате, поки у 1220 році не перейшло до володінь єпископа з Новари. Він створив на узбережжі Інтри деякі фортифікаційні споруди. У 1393 році при Вісконті Інтра отримує свій статут. Потім володіння переходить до Борромео, які утримують свій вплив на територію навіть під час іспанського та савойського домінування.
Після відкриття дороги Семпіоне (Симплон) у 1806 р. значно пожвавилася будь-яка діяльність, існуюча тут до того (відбілювання, мануфактури, що використовували гідроенергію). У 1808 році брати Мюллер зі Швейцарії відкрили бавовняний комбінат, один з перших механізованих в Італії. Ще одним власником бавовняного "бізнесу" був П'єтро Коб'янкі; син Лоренцо засновує тут паперову фабрику - його ім'я носить місцева професійна школа і технічно-промисловий інститут. У 1874 р. місцеві підприємці засновують Banca Popolare di Intra - місцевий банк.
У 1840 році було прокладено прибережну дорогу, що з'єднанала Палланцу з Інтрою; згодом її було продовжено до Каннобіо.

## Особистості
- Бартоломео Францозіні Bartolomeo Franzosini (1768 - 1853) - композитор та архітектор
- Даніеле Рандзоні Daniele Ranzoni (1843 - 1889) - художник
- Паоло Трубецкой Paolo Troubetzkoy (1866 - 1938) - скульптор і художник

## Варто відвідати

##### Старе місто
Центр Інтри - це сукупність вуличок, внутрішніх двориків та алей, що простягаються від озера до Базиліки.

##### Базиліка Сан Вітторе
Базиліка стародавнього походження, перші століття християнської ери. Церква почала набувати сьогочасного вигляду з 1708 р. під впливом абата Дзаноя, в 1800 були викінчені купол і дзвіниця. В період XVIII - XIX ст. хормейстром тут був Бартоломео Францозіні.

##### Лунґолаґо
Це пішохідна прогулянкова вуличка вздовж озера з каштанами, олеандрами, магноліями і хвойними деревами; починається від мосту через річку Сан Джованні і закінчується новим пірсом. Тут знаходиться військовий меморіал (авт. - Ґаетано Орсоліні), погруддя письменника і політичного діяча Феліче Кавалотті, пам'ятник загиблим морякам, погруддя художника з Інтри Даніеле Рандзоні.

##### Старе імбаркадеро (пірс)
Старий пірс Інтри прикрашений кованими елементами, це суміш ліберті та неокласичного стилю. Зараз не використовується за призначенням, оскільки був побудований новий пірс (імбаркадеро), що сполучає з Локарно (Швейцарія), Лавено (Ломбардія), зі Стрезою, з островами Борромео, Віллою Таранто тощо.

## Галерея

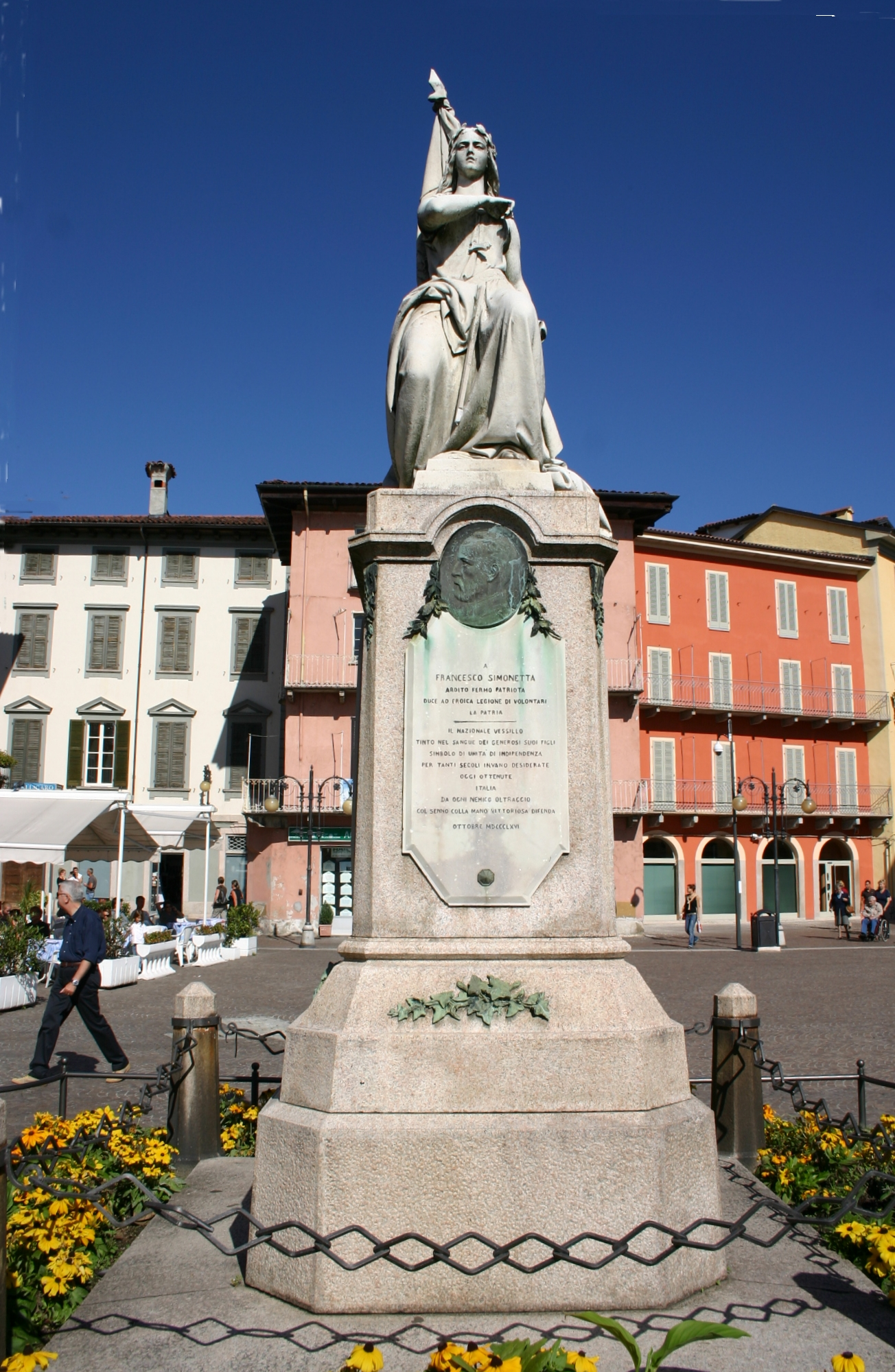
Монумент на честь Франческо Сімонетта
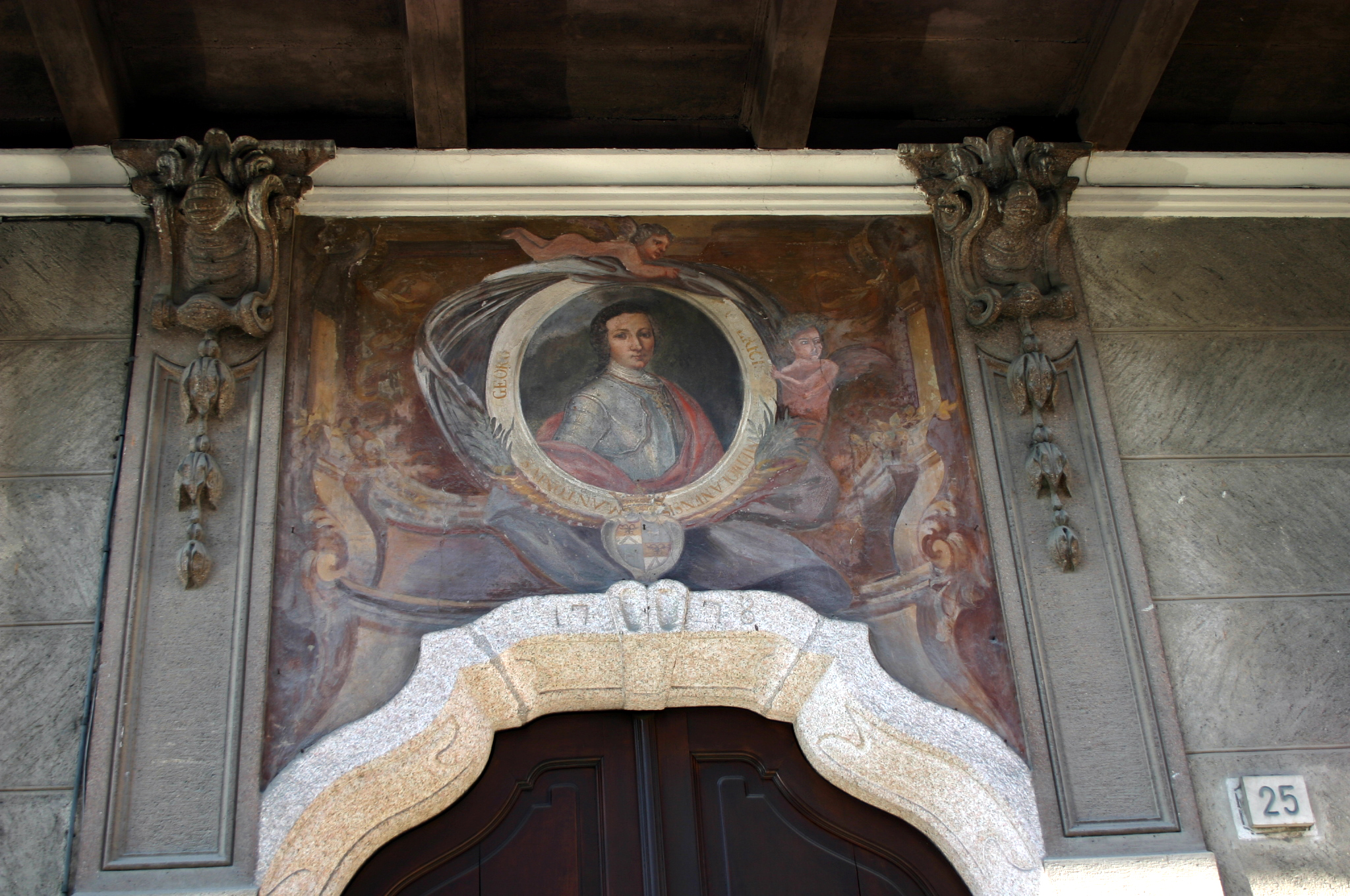
Фреска-портрет Marco Antonio Clerici (міланського вельможі) на будівлі в стилі рококо, Вербанія-Інтра.
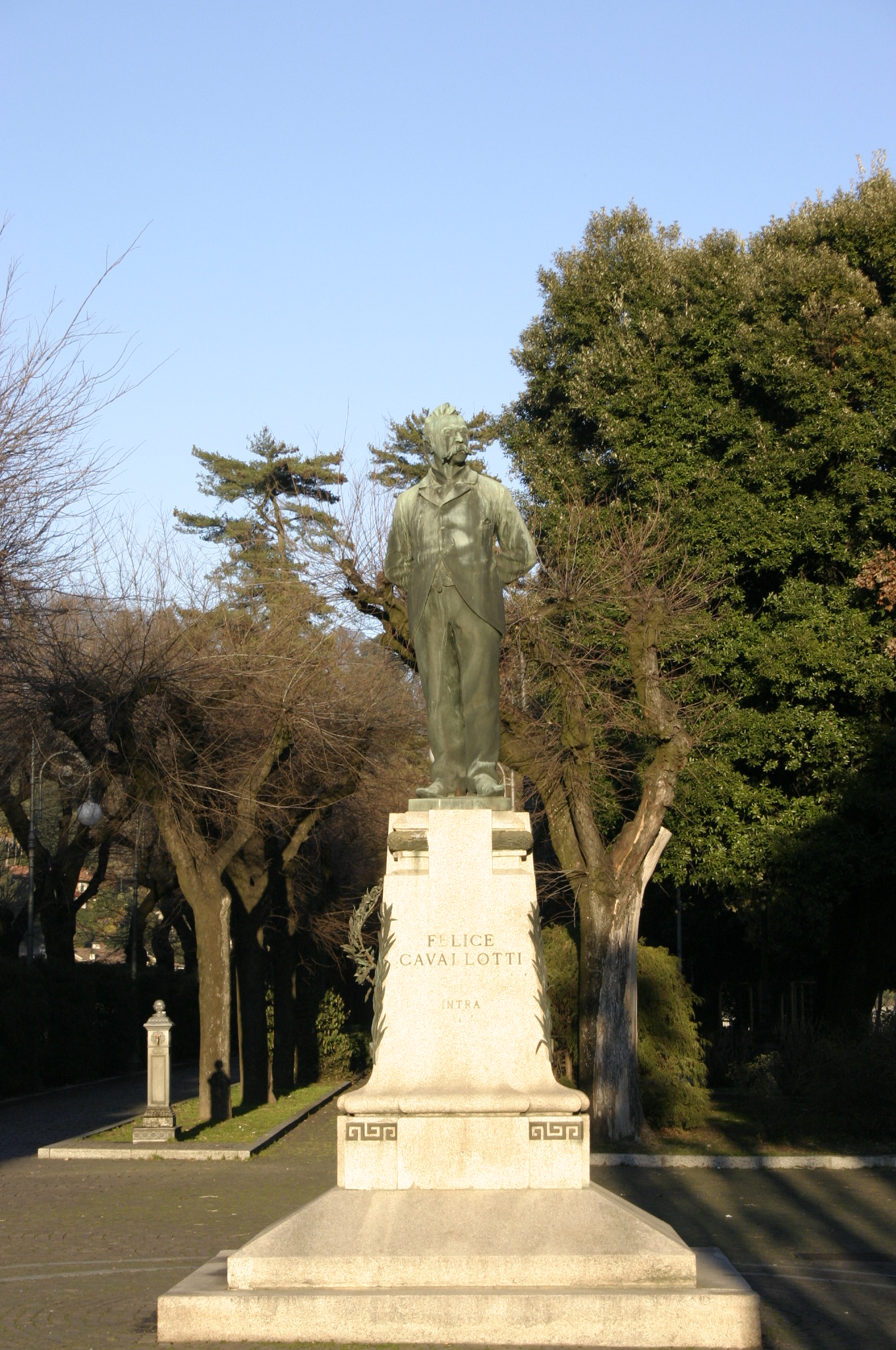
Монумент Феліче Кавалотті

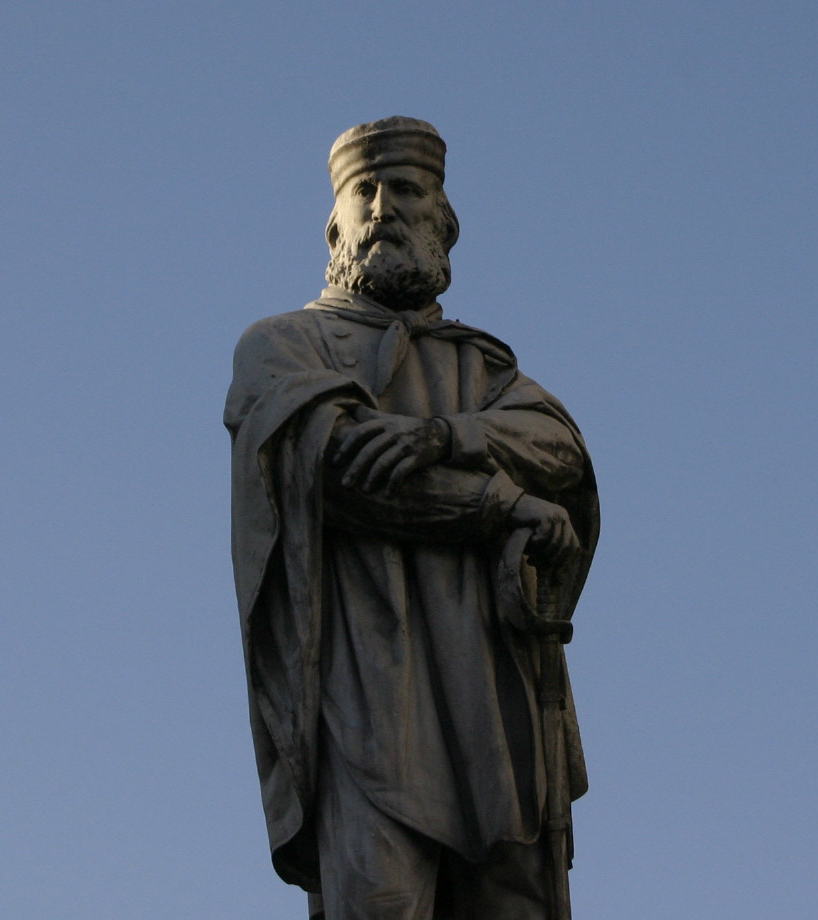
Пам'ятник Джузеппе Ґарібальді
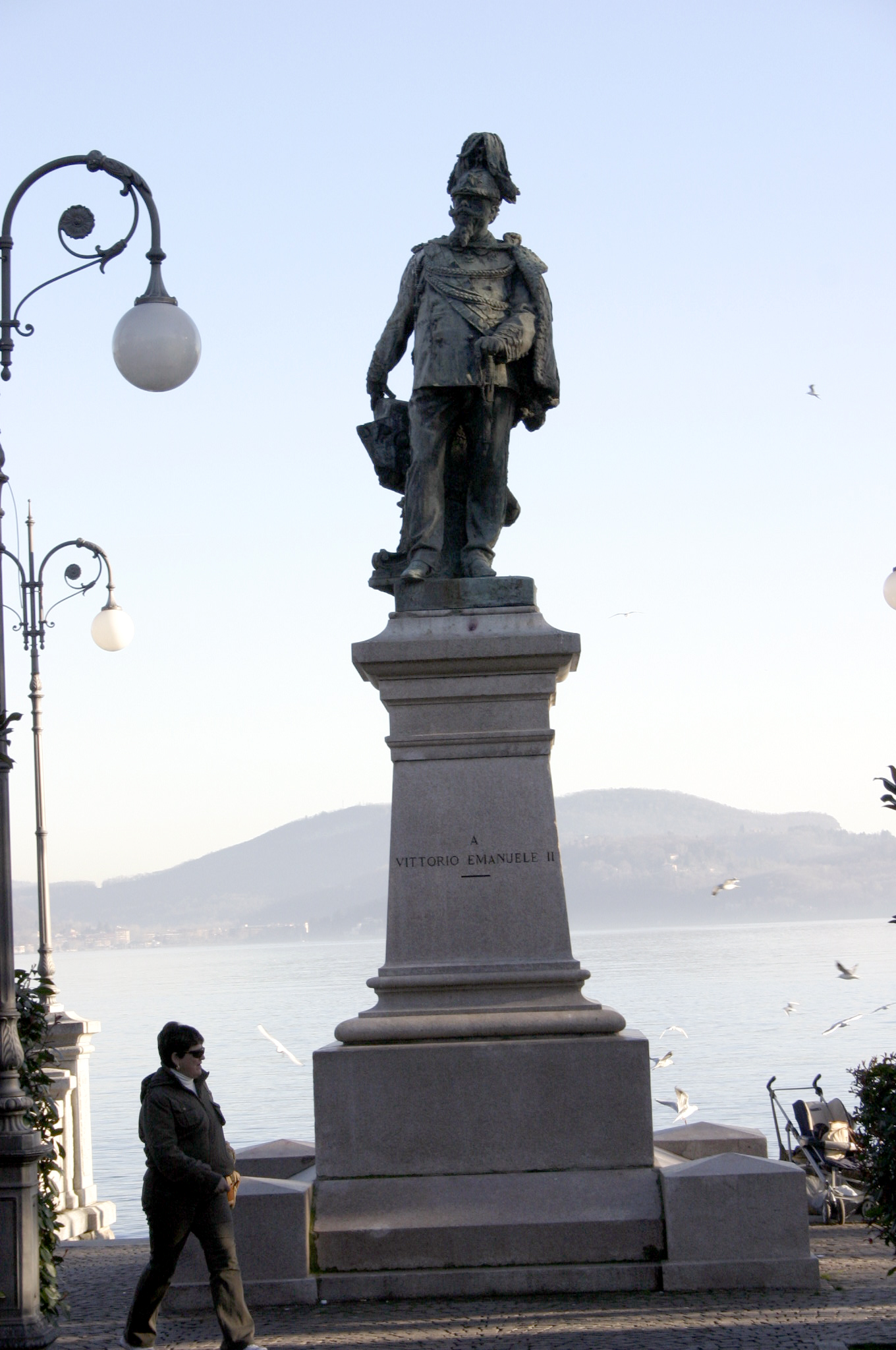
Пам'ятник Вітторіо Емануеле ΙΙ
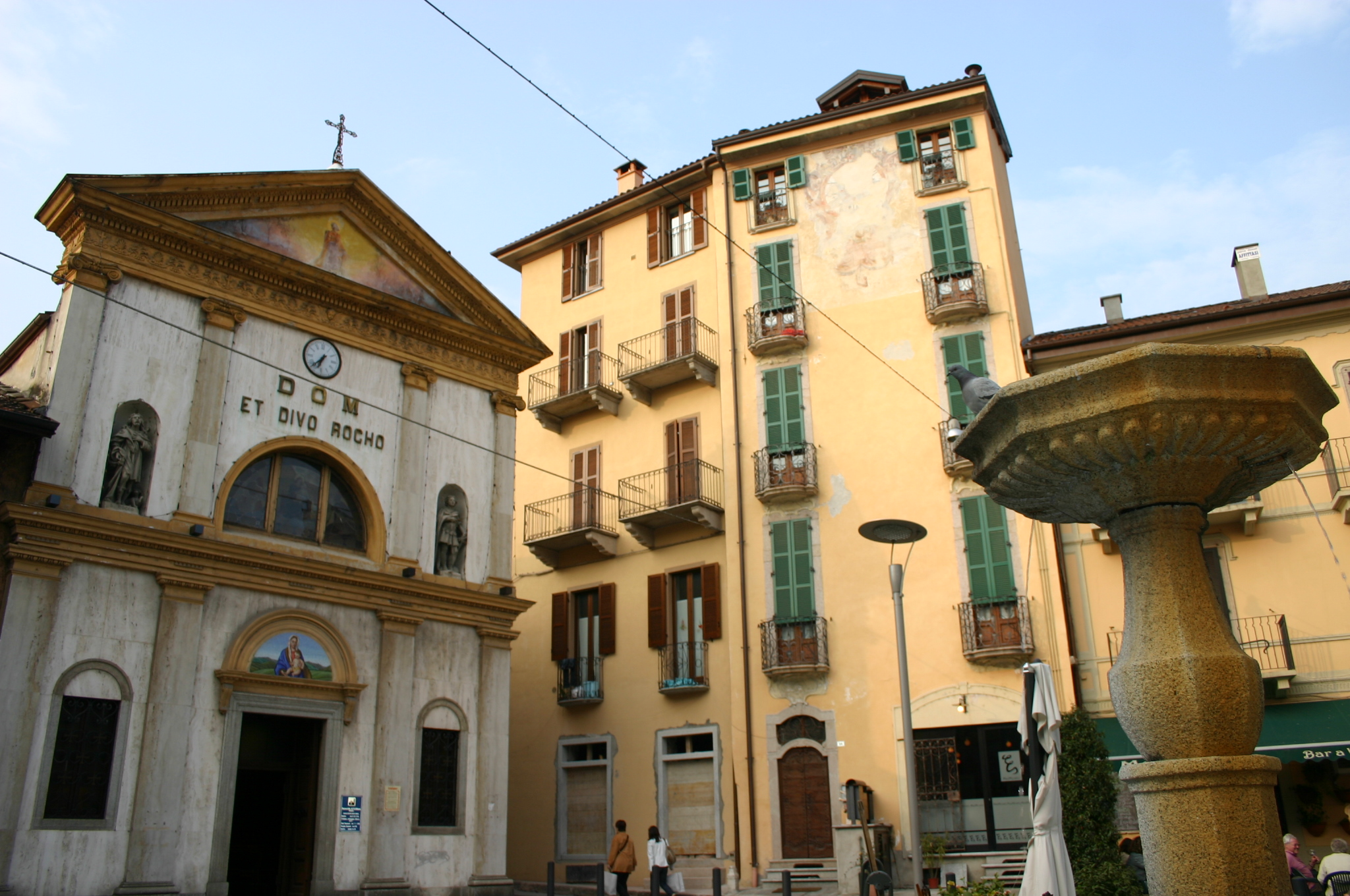
Церква Сан Рокко

## Дивись також
- Вербанія
- озеро Маджоре

## Лінки
- Клуб альпністів [Архівовано 15 грудня 2010 у Wayback Machine.]